# Alberto Rodríguez Almeida
Alberto Rodríguez Almeida (Las Palmas de Gran Canaria, 22 de febrero de 1978) es un abogado y político español. Diputado por Vox en el Congreso de los Diputados en representación de la circunscripción de Las Palmas (desde 2019).

## Biografía
Alberto Rodríguez nació en Las Palmas de Gran Canaria (1978). Tras licenciarse en Derecho y obtener una diplomatura en Magisterio en la Universidad Complutense de Madrid, ejerció la abogacía (2001) y fue director de CPEI Garabato, un centro privado de educación infantil (2009-2019). Es Abogado del Tribunal de la Rota (desde 2016).
Ha emprendido proyectos empresariales en varios sectores: educativo, inmobiliario, turístico y grandes superficies.
Casado y padre de seis hijos.

### Carrera política
Formó parte de la primera ejecutiva provincial de Vox en Las Palmas y es portavoz de Vox en el ayuntamiento de Las Palmas (desde 2023).
En las elecciones generales españolas de noviembre de 2019, se presentó como candidato del partido en la circunscripción de Las Palmas, siendo elegido miembro del Congreso de los Diputados. Fue reelegido nuevamente en las elecciones generales de 2023.
Entre otros cargos en el Congreso de los Diputados, es: Portavoz de la Comisión de Industria y Turismo; Portavoz de la Comisión para la auditoría de la calidad democrática, la lucha contra la corrupción y las reformas institucionales y legales; y  Portavoz adjunto de la Comisión Mixta sobre Insularidad (desde diciembre de 2023).